# Moukhtar (Khodjaly)
Pour les articles homonymes, voir Moukhtar (homonymie).
Moukhtar est un village de la région de Khodjaly en Azerbaïdjan.

## Population
Elle compte 90 habitants en 2005.